# Pueblo bugis
Los bugis, también conocidos como bugineses, son una etnia, la más numerosa de los tres principales grupos lingüísticos y étnicos de Sulawesi del Sur (los otros son los makassares y los toraya), en la provincia suroccidental de Sulawesi (islas Célebes), la tercera isla más grande de indonesia En 1605,  los bugis se convirtieron al Islam desde el animismo, con una pequeña minoría que se adhiere al cristianismo o a una creencia indígena preislámica llamada tolotang.
A pesar de que la población asciende a solo alrededor de seis millones, los bugis tienen influencia en la política de la Indonesia moderna y son históricamente influyentes en la península malaya, Sumatra, Borneo, las Islas menores de la Sonda y otras partes del archipiélago donde han emigrado, comenzando a finales del decimoséptimo siglo. El tercer presidente de Indonesia, BJ Habibie, y un exvicepresidente de Indonesia, Jusuf Kalla, son bugis. En Malasia, el ex primer ministro Muhyiddin Yassin tiene ascendencia bugi.
El pueblo bugis habla un idioma regional distinto además del indonesio, llamado buginés (Basa Ugi), con varios dialectos diferentes. El idioma buginés pertenece al grupo lingüístico de las islas Célebes del Sur; otros miembros de este grupo son los makassares, los toraya, los mandar y los massenrempulu. El nombre bugis es un exónimo que representa una forma más antigua del nombre; (A) ugi es el endónimo.

## Orígenes y antecedentes

Hacha de mano antigua encontrada en Barru, c. 1965

### Toalean - Sulawesi del sur preaustronesio
El habitante más antiguo de Sulawesi del Sur está potencialmente relacionado con el cráneo de Wajak, de origen proto-australoide. Se encontraron algunos materiales foliáceos (lascas) en el valle del río Walanae y Maros, que probablemente datan de entre 40,000 y 19,000 a. La cultura de cazadores-recolectores en el sur de Sulawesi también se conoce como cultura toaleana y se basa en gran medida en un conjunto de cuchillas, escamas y microlitos. Probablemente, son de origen melanesioide o australoide, por lo tanto, están relacionados con la población contemporánea de Nueva Guinea o los aborígenes australianos
En 2015, se desenterraron los restos de Bessé´, una mujer joven, en Leang Panninge (la cueva de los murciélagos), en Sulawesi del Sur. Con una antigüedad de más de 7200 años, se identificó que la mitad de su ADN estaba conectado con los indígenas australianos, la gente de Nueva Guinea y el Pacífico Occidental; junto con un linaje humano previamente desconocido y único que se separó hace aproximadamente 37.000 años. Su ADN proporcionó evidencia importante relacionada con la comprensión de la migración humana antigua.

### La llegada de los austronesios
Sus antepasados austronesios se asentaron en Sulawesi alrededor del 2500 a. C. Hay "evidencia lingüística histórica de cierta inmigración del Holoceno tardío de hablantes de austronesio a Sulawesi del Sur desde Taiwán", lo que significa que los bugis tienen una "posible ascendencia final en el sur de China", y que como resultado de esta inmigración, "hubo una intrusión de una población exógena de China o Taiwán". La migración desde el sur de China por parte de algunos de los antepasados paternos de los bugis también está respaldada por estudios de haplogrupos de ADN del cromosoma Y humano.

### Tana Ogi - La tierra de los bugis

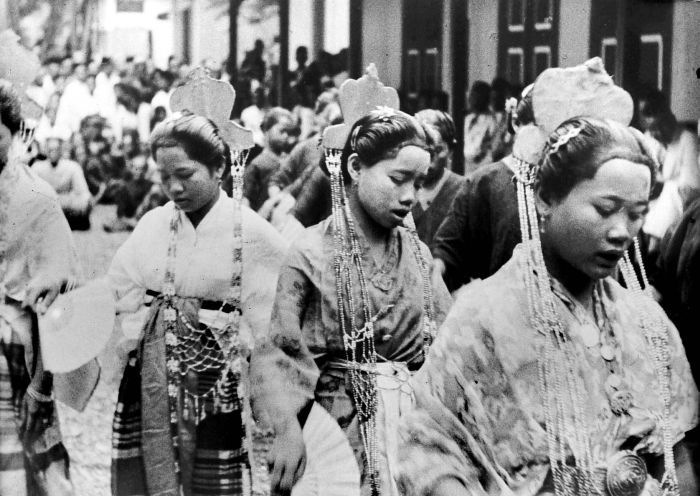
Las damas de la corte de Bone, fecha desconocida

La patria de los bugis es el área alrededor del lago Tempe y el lago Sidenreng, en la depresión de Walennae, en la península suroeste de Sulawesi. Fue aquí donde se asentaron los antepasados de los bugis actuales, probablemente a mediados o finales del segundo milenio antes de Cristo. El área es rica en peces y vida silvestre y la fluctuación anual del lago Tempe (un reservorio para los ríos Bila y Walanae, en el norte de Sumatra) permite la siembra especulativa de arroz, mientras que las colinas se pueden cultivar mediante agricultura itinerante o quema y roza, con arroz, caza y recolección. Alrededor del año 1200 d. C., la disponibilidad de productos importados de prestigio, como cerámica de China y el sudeste asiático, y textiles con patrones impresos de Gujerati, junto con fuentes de mineral de hierro recién descubiertas en Luwu, estimuló una revolución agraria que se expandió desde la región de los grandes lagos hacia las llanuras de las tierras bajas. al este, sur y oeste de la depresión de Walennae. Esto condujo durante los siguientes cuatrocientos años al desarrollo de los principales reinos de Sulawesi del Sur y la transformación social de las sociedades de jefes en protoestados jerárquicos.

## Cultura

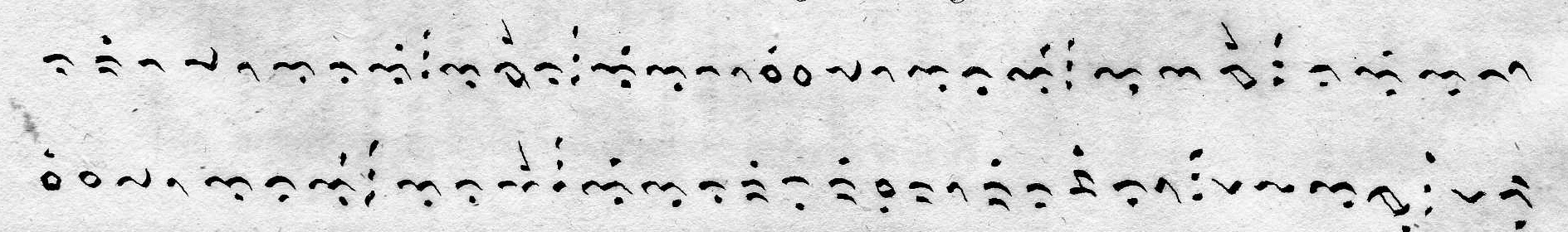
Lontara, la escritura tradicional bugis-makassar

### Idioma y dialectos

Áreas con altas concentraciones de hablantes de bugis en Sulawesi; con su núcleo central ubicado en las llanuras de las tierras bajas de la provincia de Sulawesi del Sur

El idioma Bugis constituye una parte de la familia austronesia más grande. Es uno de los principales idiomas ubicados en el hemisferio suroeste de Sulawesi, los otros son makassar, toraya, massenrempulu y mandar. Estos idiomas pertenecen colectivamente a los idiomas de Sulawesi del Sur.
Los hablantes de bugis dominan en la mayoría de los distritos del sur de Sulawesi, a saber, Bone, Soppeng, Wajo, Sidrap, Pinrang, Barru, Sinjai y Parepare. En Bulukumba, Pangkep y Maros, las poblaciones están divididas entre aldeas de habla bugis y makassar, cada una de las cuales tiene intacta su propia identidad lingüística. También se puede observar una frontera lingüística similarmente poco definida en las ciudades costeras del noroeste de Pinrang (en la provincia de Sulawesi del Sur) y Polmas (en Sulawesi Occidental), siendo un área de transición entre las áreas culturales tradicionales de Bugis y Mandarese.

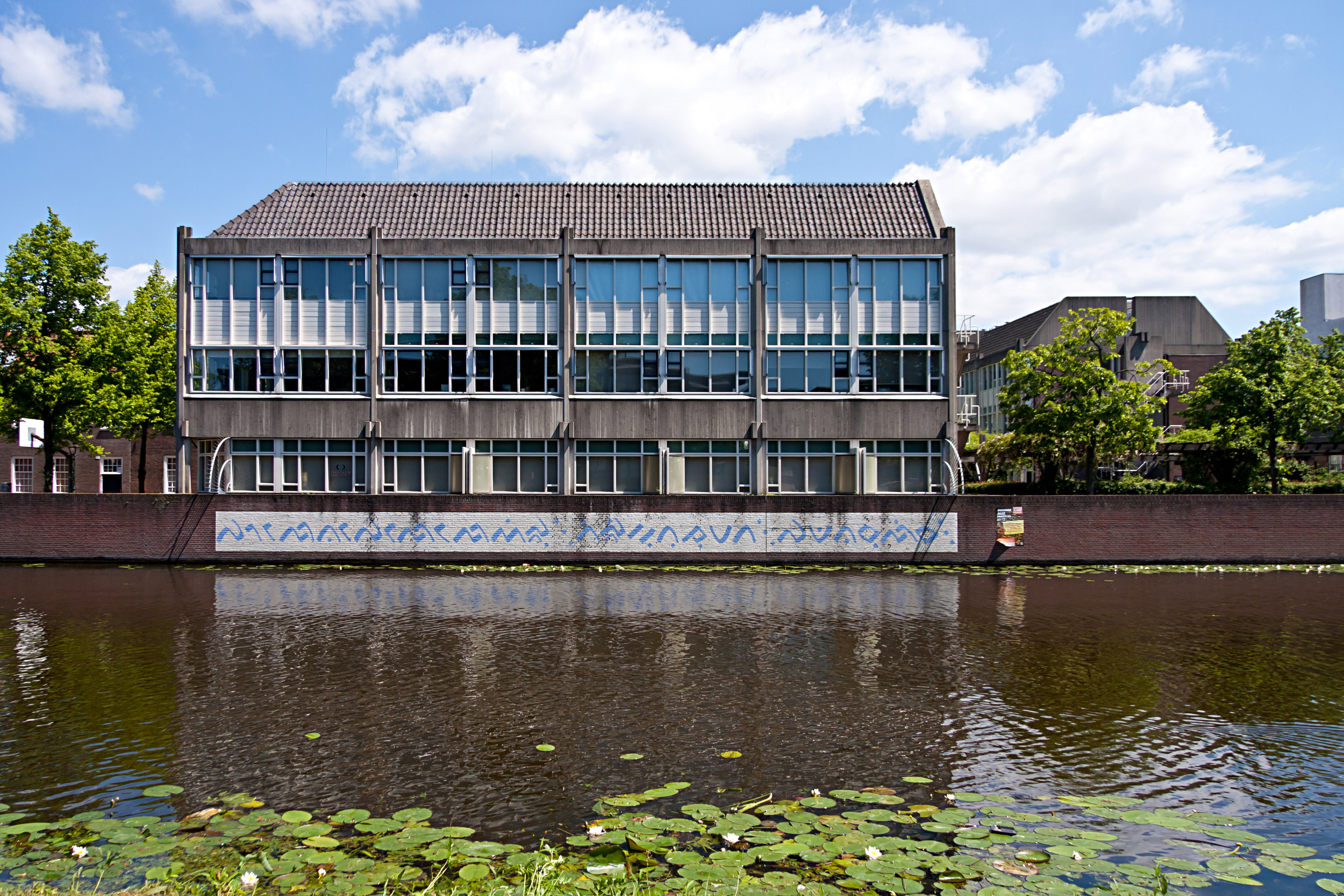
Un poema en bugis con la letra sombreada en azul y un fondo blanco, ubicado en las orillas del canal del Instituto Real de Estudios del Sudeste Asiático y el Caribe de los Países Bajos, en Leiden.

### Escritura tradicional

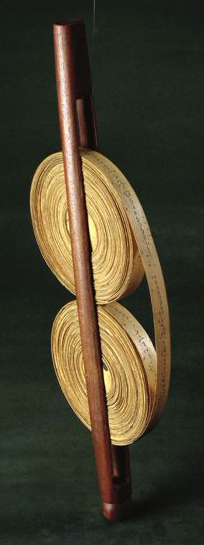
Las primeras formas de la literatura bugis registrada se documentaron principalmente en un pergamino hecho con hojas de la palmera Lontar, como se puede ver en el Sure' Bawang.

La escritura lontara tiene su origen en la escritura de Kawi; sin embargo, ha recibido un desarrollo y una modificación localizados para acomodar los escritos a los idiomas bugis, makassar y mandar. Tradicionalmente se usaba para documentos formales y oficiales como contratos, leyes comerciales, tratados, mapas y diarios, tanto en formato de libro occidental como en el tradicional manuscrito en hoja de palma. Tras el surgimiento de Sulawesi del Sur como potencia naval en el archipiélago oriental, la escritura amplió su influencia, siendo introducida e incorporada como lonta Ende en Flores, mbojo en el este de Sumbawa y satera jontal en el oeste de Sumbawa, aunque con alternancias para las últimas lenguas. 
Su denimnación, "lontara" procede del término lontar, el nombre javanés y malayo de la palmera Borassus, cuyas hojas se utilizaban comúnmente para escribir los manuscritos. También se caracteriza a veces como la escritura bugis, ya que muchos de los escritos históricos se encuentran ampliamente en este idioma. En el idioma bugis, el sistema de escritura se denomina "urupu sulapa eppa", y se describe como "cuadrado" o "letras de cuatro esquinas", que sirvió como una ilustración vívida de la interpretación temprana de los bugis-makassar sobre los cuatro ingredientes que moldearon el universo: fuego, agua, tierra y aire.
Durante la colonización holandesa de las Indias Orientales, el sistema de escritura fue siendo reemplazado en gran medida con la introducción del alfabeto latino. No obstante, la escritura aún conserva su importancia cultural íntima entre la sociedad bugis-makassar en su tierra natal y se usa para la ceremonia tradicional, el calendario y la literatura; así como en documentos personales y elementos escritos a mano, por ejemplo, en cartas y notas. La escritura también se enseña en muchas escuelas en el sur de Sulawesi y su uso es visible en algunos letreros de calles en toda la provincia. En la actualidad, también hay esfuerzos notables por parte de los tipógrafos y diseñadores gráficos de Indonesia para presentar esta escritura a una audiencia más amplia más allá de sus fronteras tradicionales.
Además del lontara, existe otra forma de escritura tradicional bugis-makassar basada en la escritura árabe, conocida como alfabeto serang. En un sistema paralelo similar a sus escrituras hermanas, jawi y pegon para malayo y javanés respectivamente, el sistema de escritura serang incorporó el uso de elementos árabes con pocos caracteres adicionales para integrarse con el idioma local.

### Folklore y tradiciones literarias

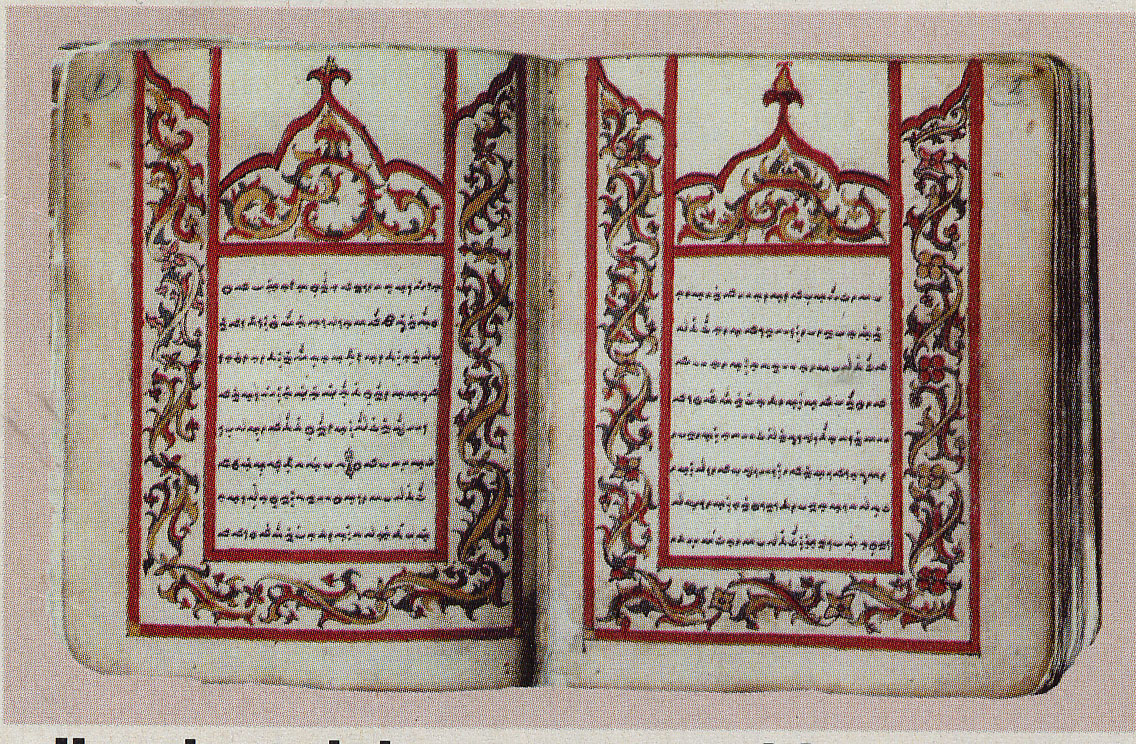
Extracto de La Galigo, escrito en escritura Lontara

Es probable que los escritos en lontara aparecieran por primera vez alrededor de 1400. Los primeros textos se inscribieron en hojas de palma, seguidos de volúmenes de composición manuscrita en papel, posiblemente desde 1500 en adelante, o incluso antes. Los especialistas en escritura, conocidos como palôntara, asumen la tarea como investigadores en la creación y compilación de los manuscritos bugis. Los manuscritos tienden a ser ricos y variados, con una plétora de temas que incluyen crónicas históricas, poemas, obras legales, textos rituales, manuales y ética, entre otros. Los materiales impresos en lengua bugis se introdujeron en la segunda mitad del siglo XIX, aunque con una circulación menor, como en diccionarios, libros de gramática, crestomatías y traducciones.
La Galigo (mito de la creación de los bugis), con más de 6.000 páginas, está considerada como la obra magna del patrimonio literario de los bugis. Escrita en la antigua lengua bugis, la saga tiene su origen en las primeras tradiciones orales. El texto poético sirve como un almanaque venerado y proporciona narraciones sobre el entendimiento antiguo de la humanidad y los reinos. En la cultura bugis, los episodios de La Galigo se recrean comúnmente a través del canto y la recitación poética dirigida por un especialista conocido como passure. La actuación a veces se lleva a cabo durante festivales, bodas o durante una ceremonia de mudanza. En 2012, dos de los manuscritos de La Galigo se incluyeron en el Programa Memoria del Mundo de la UNESCO.
Sin embargo, la colección más grande de literatura bugis está en forma de genealogías familiares. Se considera una reliquia familiar importante, especialmente entre los miembros de la nobleza y las familias aristocráticas. Algunas datan de 1400: unos doscientos años antes de su islamización, las primeras genealogías de bugis brindan una visión poco común de la cultura y la ideología de una sociedad austronesia temprana y alfabetizada.

### Vestimenta y tradiciones textiles

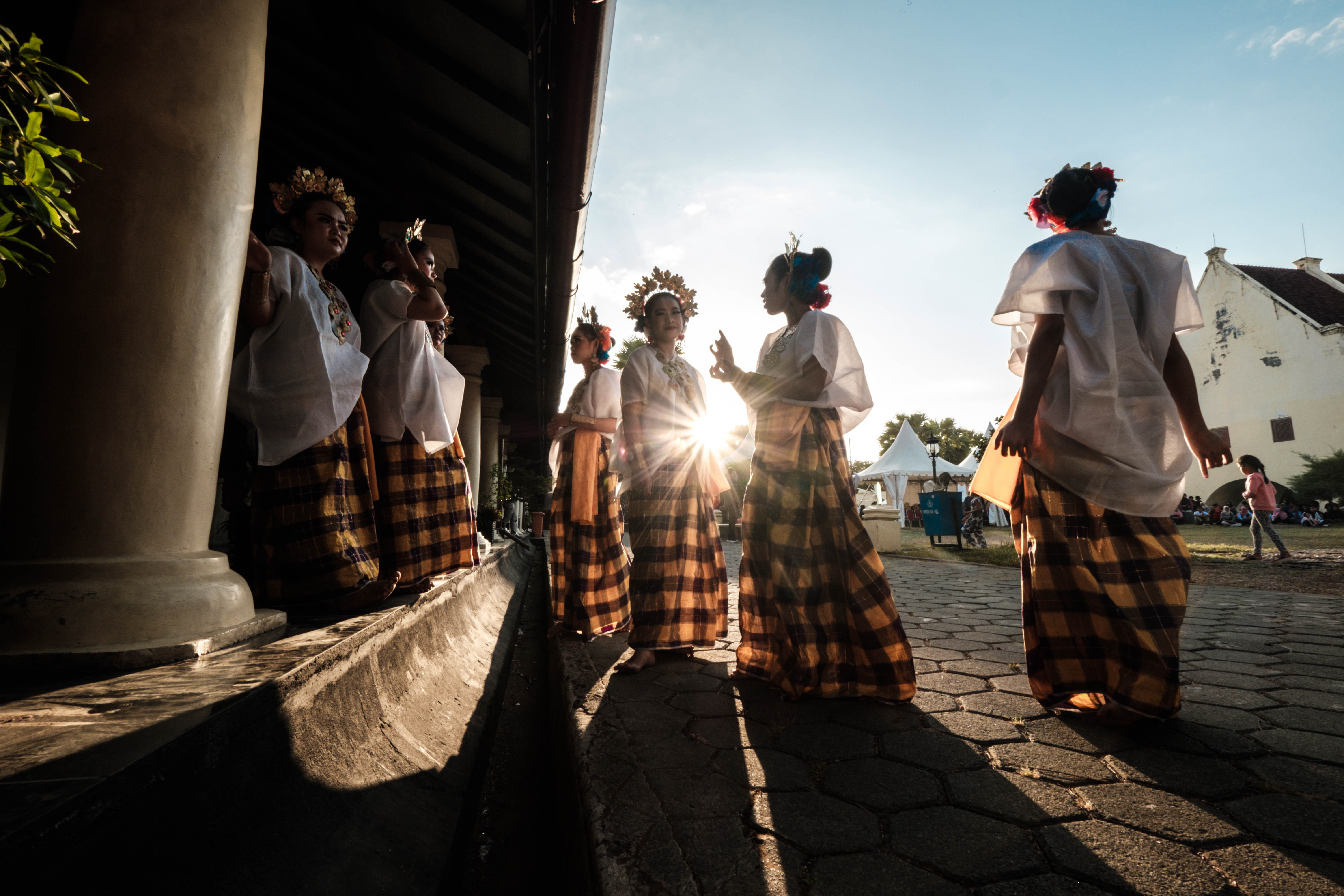
Un grupo de niñas vestidas con Baju Bodo, sarong y adornos tradicionales para el cabello.

En la cultura tradicional Bugis-Makassar, los textiles y la ropa son venerados y ocupan un lugar especial en la sociedad. Históricamente, los colores y motivos que vestía el portador servían como símbolo definitorio de la identidad, la edad y el estatus de la persona.
El término baju bodo deriva del idioma makassar y se describe como "ropa corta". Por el contrario, en el idioma bugis, también se conoce como waju tokko y waju ponco'. Se usa comúnmente una túnica de manga corta hecha con seda o un pareo. El atuendo tiene su origen en el siglo IX, tras la introducción de la tela de muselina por parte de los comerciantes extranjeros en los puertos del sur de Sulawesi. El tejido, al ser delgado y liviano, es muy adecuado para adaptarse al clima tropical local de la región. Además de la tela de muselina, el baju bodo también se obtiene comúnmente de tela de fibra de piña y algodón.

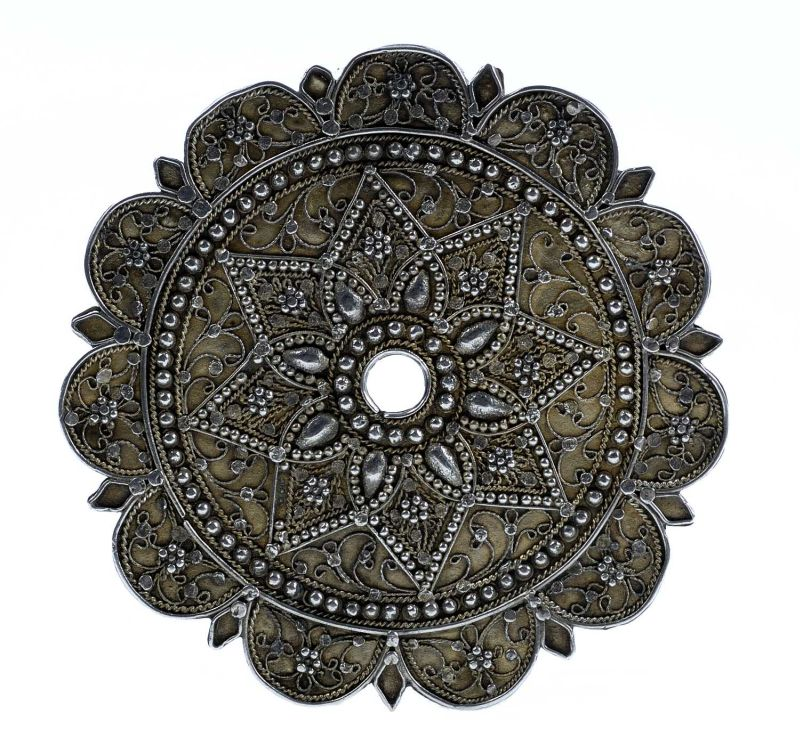
Kawari, un colgante comúnmente emparejado con baju bodo y baju la'bu

Con el surgimiento de la islamización entre los bugis-makassares, surgió otra forma estrechamente relacionada de baju bodo. Con una manga más larga, el baju la'bu (del makassar la'bu 'largo'), también conocido como bodo panjang (ambos definidos como "tela larga") está confeccionado de acuerdo con la interpretación islámica de awrah y la modestia. El Baju La'bu también está hecho tradicionalmente de seda, una desviación de la tela semitransparente y translúcida de su predecesor.

### Tradiciones culinarias

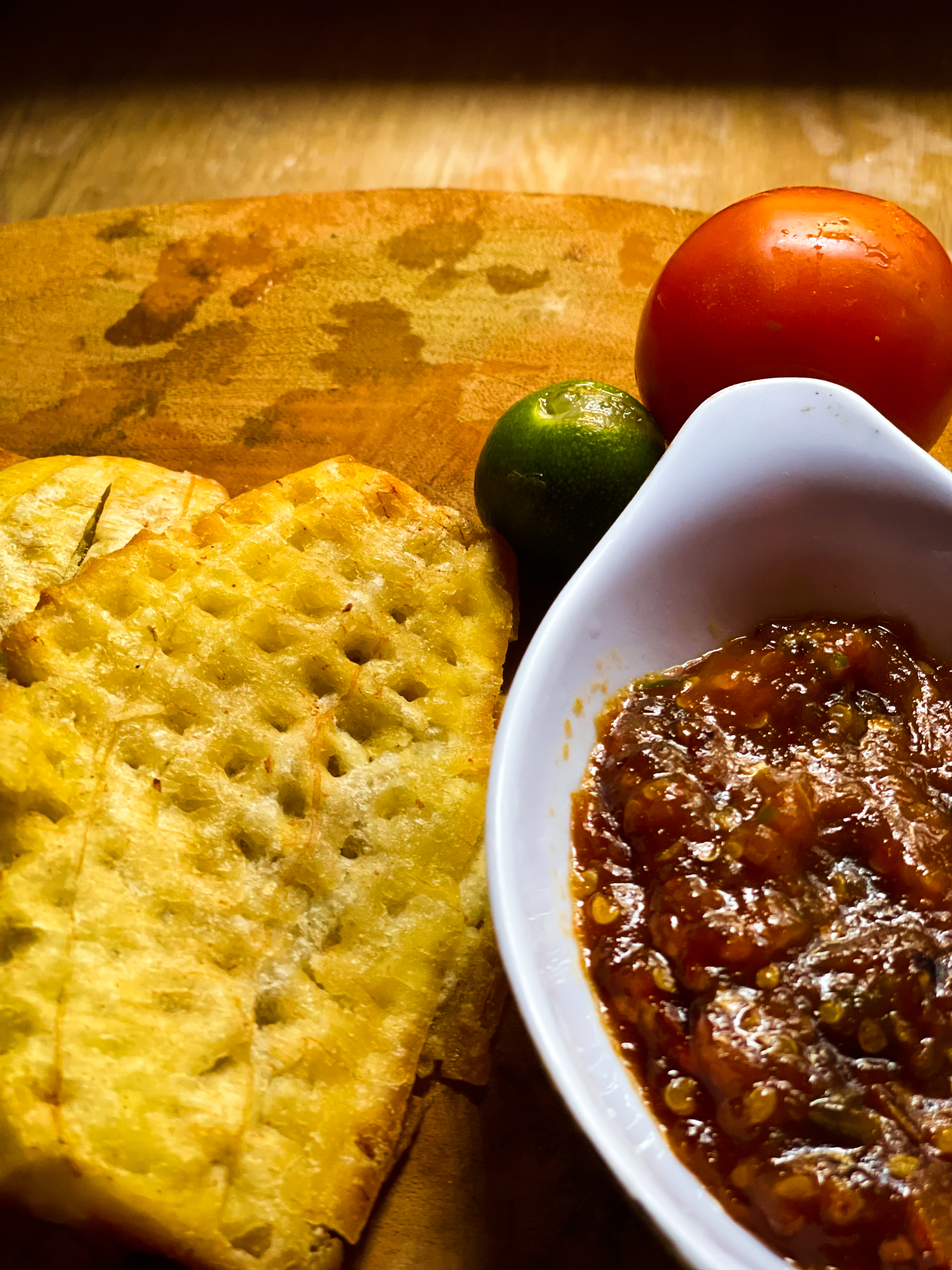
Sanggara Peppe, bananas aplanadas y doblemente fritas, un refrigerio tradicional crujiente que se suele servir con sambel

La cocina bugis constituye una parte esencial de su patrimonio, comprende varios estilos culinarios y recetas frecuentemente asociadas con el pueblo. Comparte muchas tradiciones y características gastronómicas comunes con los makassares, mandareses y torayanes de los alrededores. Muchas de las comidas se desarrollan de forma indígena en la isla de Sulawesi, con un enfoque en los ingredientes nativos; mientras que otros exhiben unas influencias externas notablemente más marcadas y personalizadas según los paladares locales.
Las técnicas de cocina extranjeras en la cocina de Sulawesi del Sur se pueden ver en la adopción del Jalangkote, un pequeño pastel frito adoptado de la papeda portuguesa. Los rellenos de Jalangkote suelen consistir en fideos de arroz (que denotan influencia china) combinados con verduras en rodajas, huevos cocidos y carne picada. Mientras tanto , los elementos indios son visibles y demostrados en platos localizados, por ejemplo, el cremoso Gagape, Toppa Lada y el picante juku palumara .

### Arquitectura tradicional

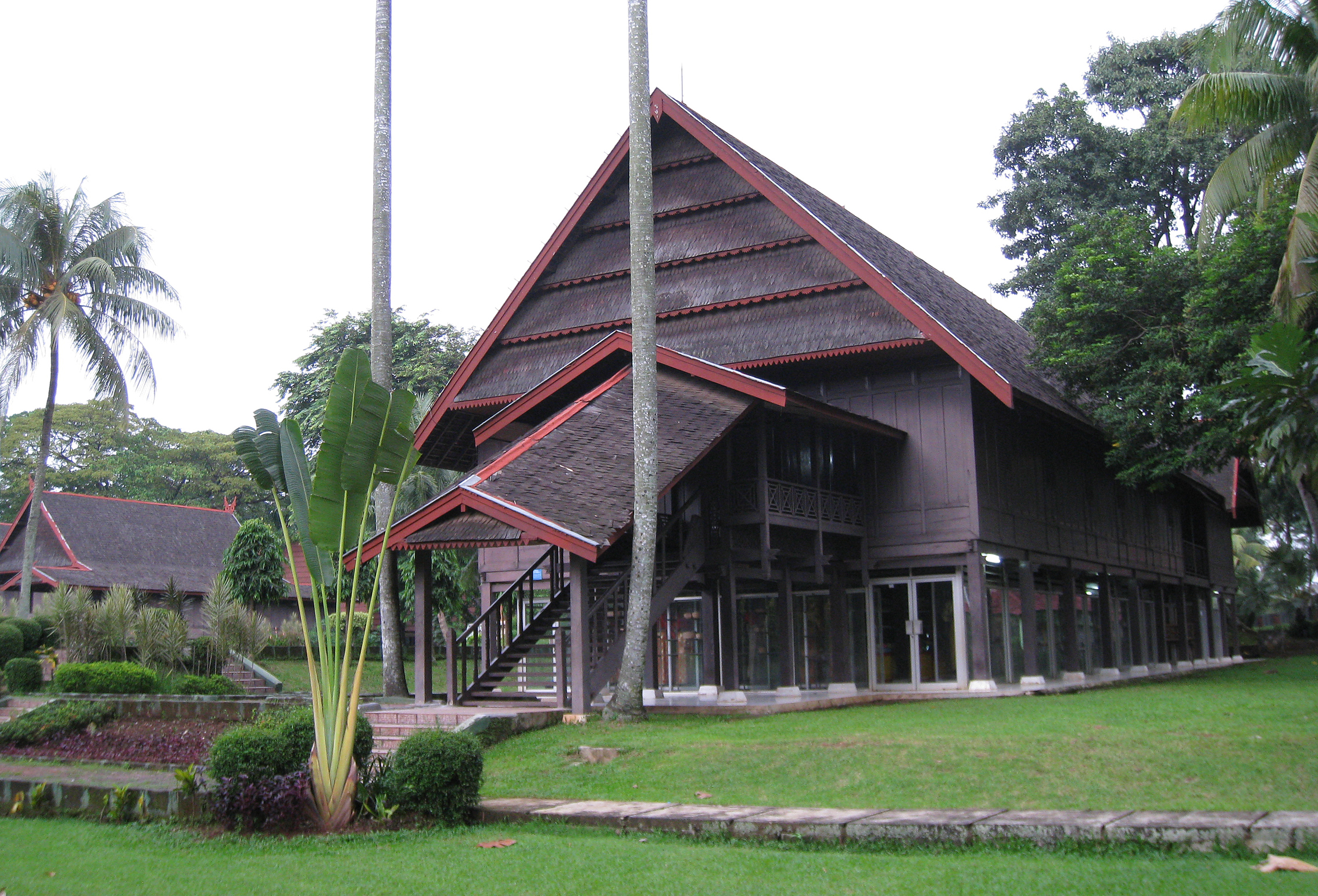
La casa bugis-makassar en Taman Mini Indonesia Indah, Yakarta

En la sociedad bugis, la arquitectura se considera un emblema de la filosofía, diseñada para respaldar la creencia, la fe y la comprensión del ocupante sobre el cosmos y el universo. Está fuertemente arraigada en su larga y rica historia, combinando elementos de la interpretación nativa de la cosmología con la cultura, la fe, la mitología, la estética y la funcionalidad. El estilo arquitectónico bugis se clasifica en términos generales junto con el makassarés, con quien comparte fuertes características arquitectónicas e identidad.
Basado en la filosofía bugis, un hogar se considera la expresión legítima del rito espiritual de paso como ser humano: un lugar para nacer, un lugar para criar y nutrir a un niño, un lugar para convertirse en marido y mujer, y un lugar para perecer. En consecuencia, la habitación está diseñada para ser solemne, sagrada y muy reverenciada. Proporciona un lugar para la soledad, la energía, el alimento, el bienestar y el honor de sus habitantes. La presencia de una casa en la sociedad bugis es parte integrante de la vida, por lo tanto, la propiedad de la vivienda se considera de suma importancia: para conmemorar la vida y convertirse en un símbolo faro de la vida.

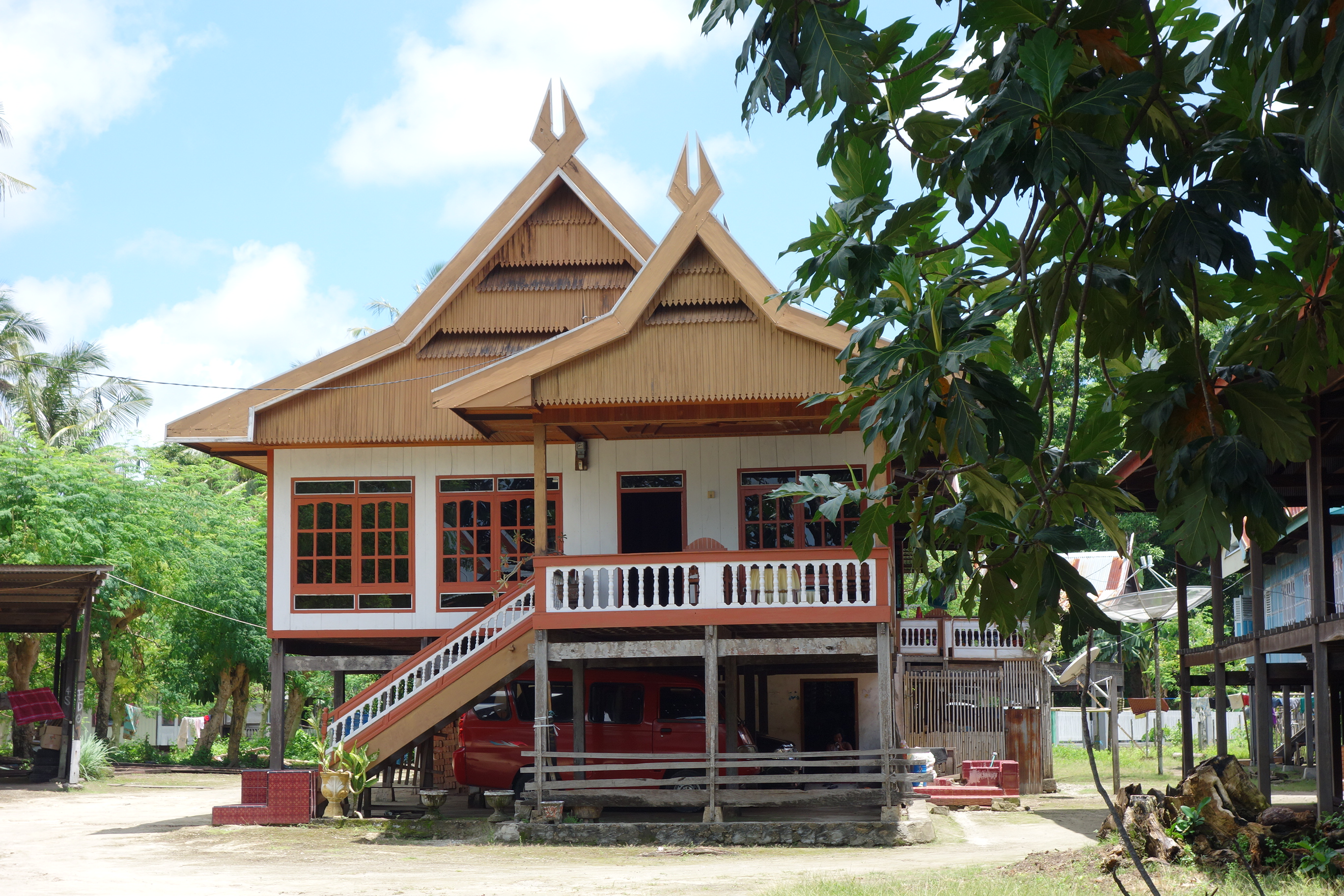
Una vivienda tradicional bugis en el sur de Sulawesi

En la cultura bugis, la arquitectura no solo se percibe únicamente como una cuestión de práctica, sino como un tema de diálogo teológico. La fórmula de Sulapa Eppa (los cuatro elementos) fue interpretada y construida con tal intención. El plano de distribución de los edificios normalmente tiene una consistencia rectangular y simétrica, el objetivo es integrarse con la comprensión de los primeros bugis de que el universo tiene la forma de un rombo gigante y se asocia con los cuatro ingredientes que crearon el universo (viento, agua, fuego y tierra); junto con las cuatro direcciones del viento (norte, sur, este y oeste). Así, las casas bugis estarían tradicionalmente orientadas al norte, como origen de energía positiva; o hacia oriente, el amanecer de la luz.
Las casas se construían en tres niveles separados, lo que significa las tres posiciones del universo según la interpretación preislámica de los bugis. Rakeang (el mundo superior): un tributo a los cielos de arriba, el ático está diseñado para ser el vértice de la casa y se considera un lugar sagrado para almacenar arroz, cultivos e importantes reliquias familiares. Ale Bola (el mundo del medio), apareció por un respeto al mundo humano, así representado por el estar y el espacio común de la casa. Awa Bola (el inframundo), un lugar oscuro y feroz, este concepto fue ejemplificado por el cobertizo y donde se almacena el ganado debajo de la vivienda humana.

### Tradiciones marítimas, mercantiles y migratorias

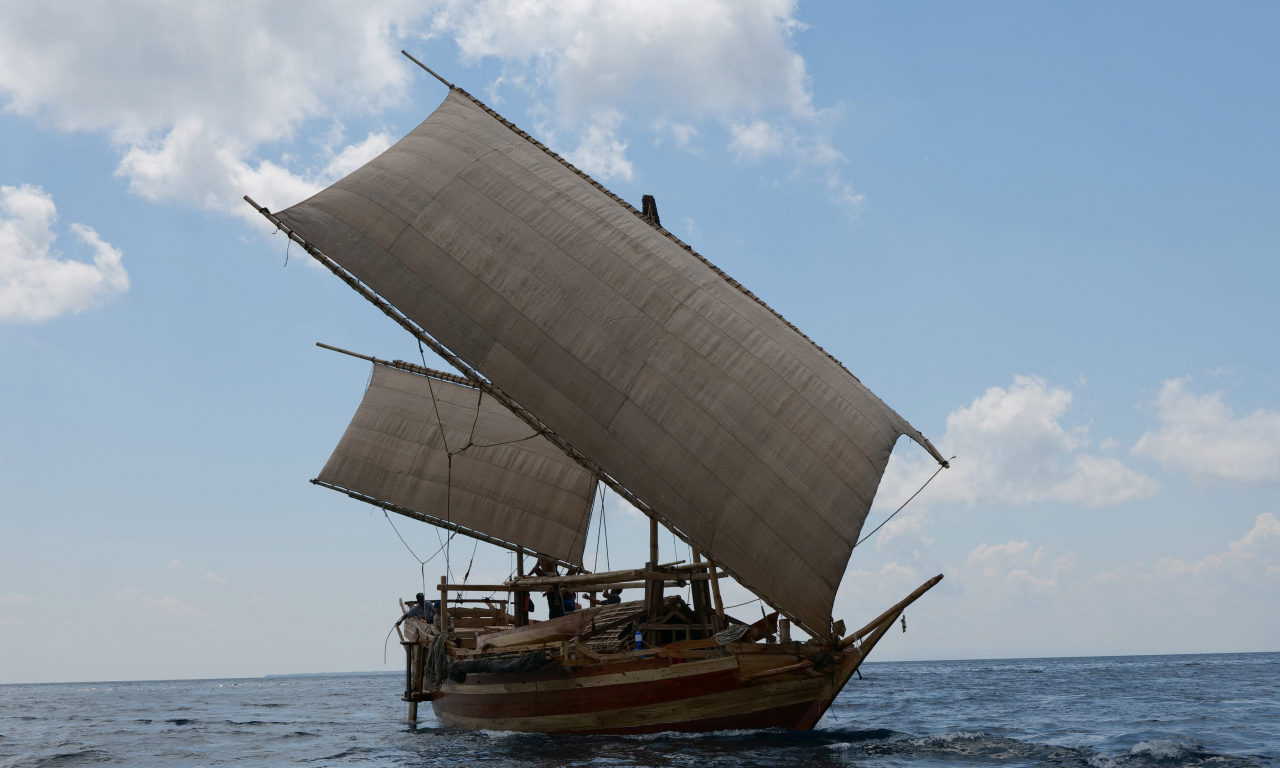
Padewakang, históricamente utilizado por los bugis-Makassares-mandareses como un importante barco comercial antes de ser eclipsado por el palari.

En todo el archipelágico, los bugis-makassares se ganaron la reputación de marineros, navegantes y comerciantes marítimos.
Por el contrario, también adquirieron el título de "Los vikingos del sudeste asiático". Históricamente, su extensa expedición marítima y comercial los ha llevado a ser uno de los jugadores regionales notables en los viajes transoceánicos a Indochina, Macao, Manila, Papúa y el norte de Australia, junto con las islas del sudeste asiático que se encuentran entre estas áreas. Sus grandes barcos de viaje se usaban comúnmente para transportar especias exóticas, sándalo, textiles, arroz, productos marinos de lujo, porcelanas, perlas y otros bienes y materiales importantes a través de las antiguas rutas comerciales de especias.

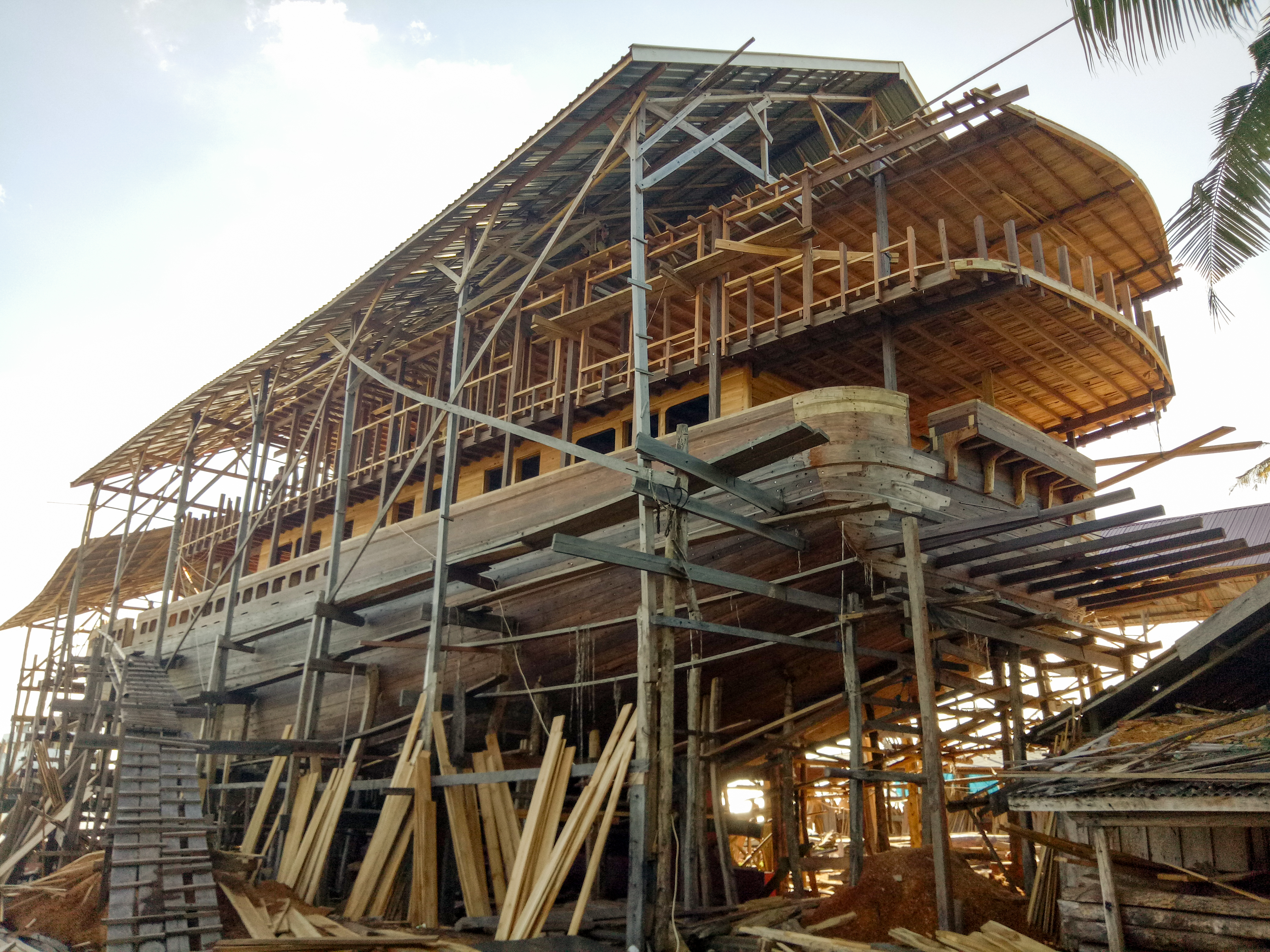
Una instalación de fabricación naval pinisi en Bulukumba

Hasta el día de hoy, estas áreas son muy veneradas como una de las principales cunas de la industria de fabricación de barcos en el sur de Sulawesi. Además, hay muchas otras áreas de construcción naval en la región, en las que participan varias comunidades de bugis-makassares. Los konjo, un subgrupo de los makassares, son particularmente conocidos como uno de los maestros constructores respetados de barcos con aparejo del tipo pinisi, que disfrutan de una larga y preciada tradición en la producción de embarcaciones y barcos, un conocimiento comúnmente heredado de padres a hijos durante siglos.

### Arroz y tradiciones agrarias

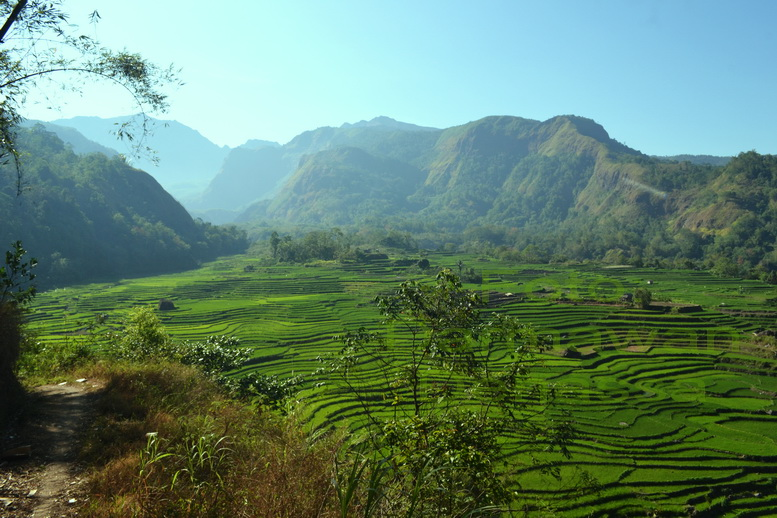
Arrozales en terrazas enclavados en el paisaje agrícola de la región bugis-makassar

El país interior de los bugis-makassares es testigo de su fuerte legado agrícola. Considerado como uno de los cultivos más importantes entre la sociedad, el arroz se ha cultivado en toda la península durante siglos. El grano ha estado profundamente arraigado en su forma de vida agrícola durante generaciones. No solo es aclamado como una fuente primaria de alimento en la dieta, sino que también está entretejido en el tejido social, de leyendas, teorías, económico, político e ideológico. En cierto sentido, su identidad tradicional también coexiste con una cultura agraria.
En sus antiguas creencias y entendimientos, el arroz era percibido con un simbolismo asociado con la providencia y la creación, así como bendición y alegría al vincular las costumbres antiguas, la mitología y el pueblo. El cultivo de granos ha llevado al desarrollo de un ciclo de vida económico centrado principalmente en el núcleo de la agricultura. Arraigado en el sistema de creencias preislámico, el mappalili (temporada de cultivo del arroz) se organizaba entre los bugis para orar por una temporada de cosecha abundante, mientras que las sociedades agrarias celebraban el gran festival de la cosecha como una alegre conclusión de acción de gracias después de una cosecha exitosa. El arroz también es muy venerado, según el manual-almanaque histórico de los bugis conocido como Kutika, solo en horarios específicos, día y hora se permitían las actividades de cultivo; en el hogar, el arroz se almacena en el ático de la casa, lo que significa su posición cenital en el orden social; mientras que durante la guerra, la destrucción de los campos de arroz se percibía como un tabú altamente prohibido.

### Fiestas, celebraciones y tradiciones religiosas

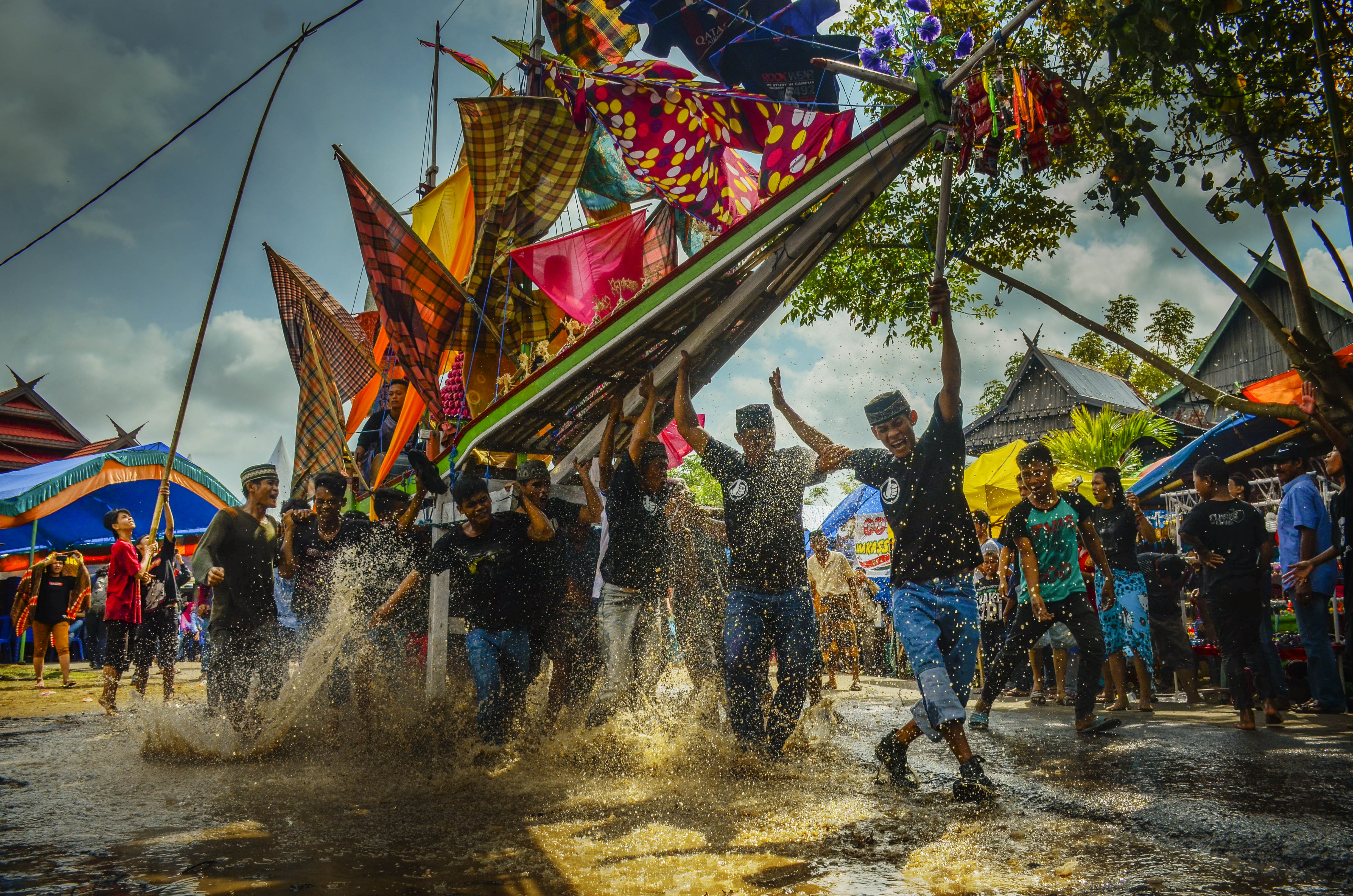
La procesión de Maudu Lompoa (Grand Mawlid) de sus hermanos makassareses, cuya islamización comenzó en el.

La islamización de los estados bugis-makassar iniciada por Luwu y Gowa en el siglo XVII ha transformado en gran medida el panorama religioso en toda la península. Como consecuencia, la mayoría de las festividades litúrgicas de los bugis se coordinan principalmente con el calendario islámico, aunque adoptadas con un fuerte sentido de las orientaciones culturales localizadas.
Las celebraciones bianuales de Hari Raya (eid) de Idul Fitri e Idul Adha se consideran los festivales más grandes para los bugis. El Idul Fitri (conocido como Maleppe, que significa "liberación" en el idioma bugis) sirve como un rito triunfal después de completar un mes de ayuno y actividades religiosas durante el Ramadán. El término mallepe tiene un símbolo filosófico como liberación de los pecados y los malos hábitos de una persona. Mientras que Idul Adha es una celebración religiosa que se lleva a cabo para conmemorar el sacrificio realizado por el profeta Ibrahim.
Hay una diversidad de actividades religioso-culturales compartidas durante ambas celebraciones. Un día antes del eid, muchas familias bugis prepararían pasteles de arroz burasa' y tumbu en una tradición conocida como Ma'burasa y Ma'tumbu. La tradición de visitar a amigos, parientes y celebrar una gran fiesta para los visitantes también es fundamental, conocida como Massiara, las visitas generalmente comienzan después de las oraciones del eid. Además, muchos también aprovecharían el día para pedir perdón y reconciliarse entre sí, mientras que algunos tirarían sus ropas viejas al mar o ríos como señal de un nuevo comienzo y capítulo en la vida.

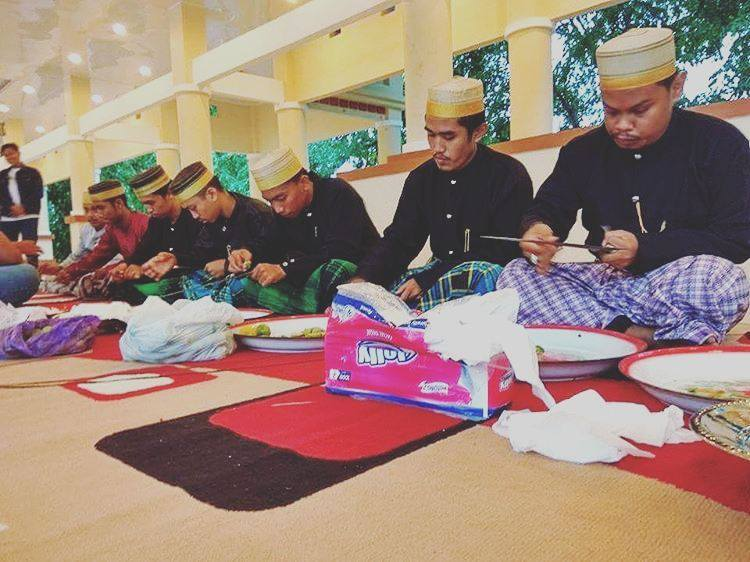
Un grupo de hombres con el atuendo formal de Jas Tutup durante la ceremonia de Mattompang en Royal Courts of Bone.

### Tradiciones musicales y artes escénicas

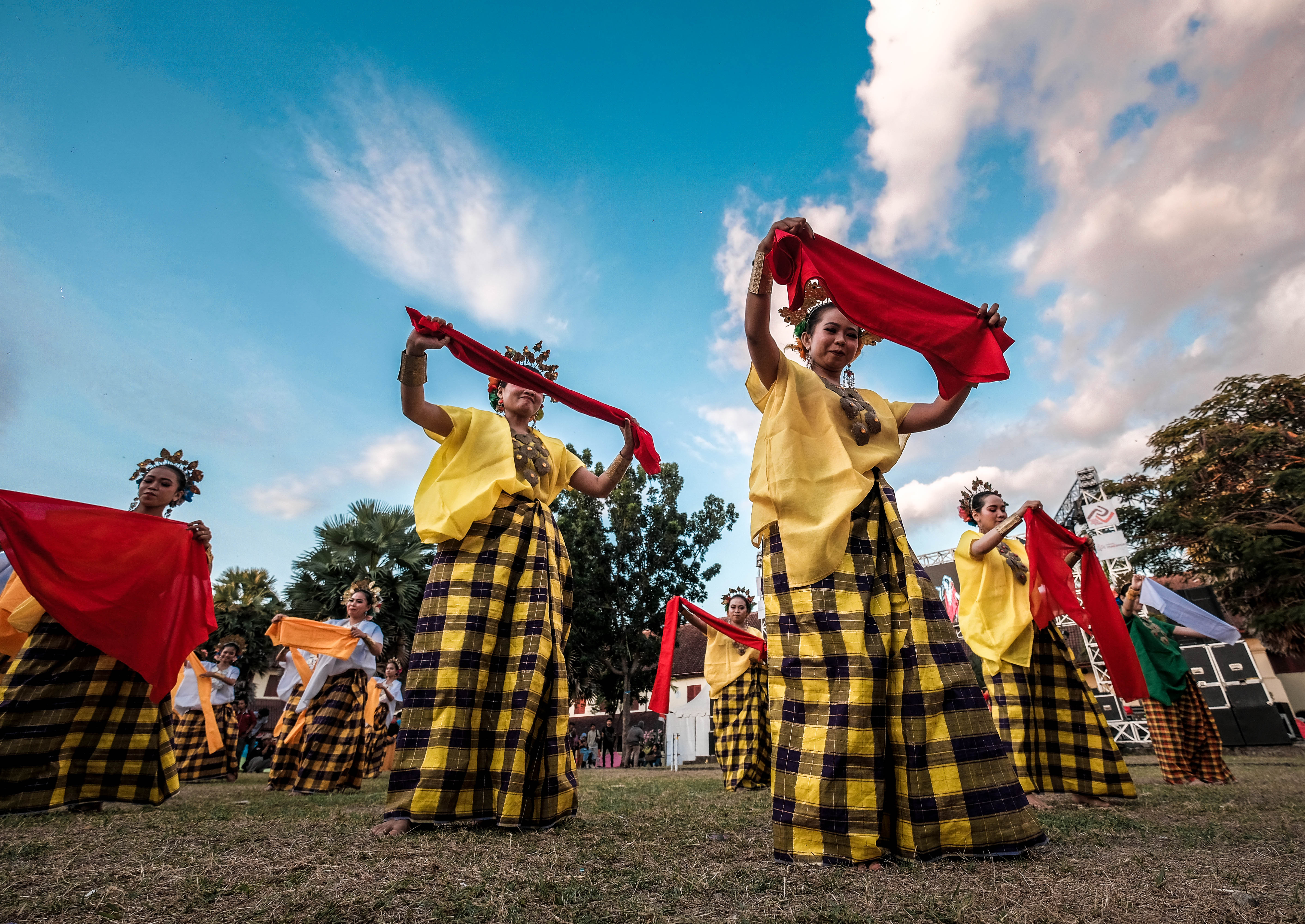
Un espectáculo de danza en Sulawesi del Sur

La música y la danza han ocupado durante mucho tiempo una parte integral de la gente de Sulawesi del Sur. Se considera una forma de arte antigua, representada como una encapsulación dramática y compleja del patrimonio. Las artes escénicas de los bugis se pueden dividir ampliamente en cuatro categorías distintas: medio de entretenimiento, actuación ritual, danza de la corte y artes marciales.
En la cultura bugis, la coreografía se considera una forma de entretenimiento folclórico. Ha disfrutado de una larga industria creativa y ha mantenido una estrecha relación con la gente. Por lo general, se presenta durante las ocasiones comunales y se usa como una expresión de celebración para conmemorar eventos importantes. El género de danza bugis más conocido es Pajaga, y el más animado Pajogek, que combina los elementos de Ronggeng, Jaipong y se acompaña de un par de gendeng (tambor). Otro tipo de bailes incluyen Jeppeng, que tiene una fusión de elementos islámicos más fuertes; y Tari Paduppa, un baile tradicional de bienvenida.